# Hadži Sinanova tekija u Sarajevu
Hadži Sinanova tekija (Silahdar Mustafa-pašina tekija) je derviški hram u Sarajevu. Pripada kadirijskom tarikatu.

## Povijest
Hadži Sinanova tekija se nalazi između ulica Sagrdžije, Alija Đerzeleza i Logavine u Sarajevu. Izgrađena je između 1638. i 1640. godine. Izgradnja je u svezi s osmanskim osvajanjem Bagdada. 1638. je Murat IV: osvojio Bagdad. Na glasu kao poštovatelj sufizma bilo mu je poznato da je ondje grob jednog od velikana islama Abdul Kadira Gejlanija, začetnika kadrijskog tarikata i potomka iz Poslanikove loze. Iz zahvalnosti Allahu za osvajanje grada odlučio je podići jednu kadirijsku tekiju i financirati njenu gradnju. Mustafa-paša Silahtar iz Sarajeva bio je u sultanovoj pratnji. Bio je na visokom položaju. Predložio je sultanu graditi tekiju u Sarajevu, gdje nije bilo takve tekije. Obrazložio je sultanu da ondje ima oca koji je voljan i pouzdan na se preuzeti ovu zadaću. Uskoro je stigao ferman da će se graditi kadirijska tekija i da će poslove voditi Mustafin otac Hadži Sinan. Tako se pretpostavlja da je za njenu gradnju je prema pretpostavkama zaslužan hadži Sinan, bogati sarajevski trgovac, ili njegov sin Mustafa-paša, koji je kao silahdar, služio na dvoru sultana Murata IV.
Tekiju je projektirao Albanac Kasim-aga. Kasim-aga je bio poznati arhitekt koji je projektirao i neke od zgrada u carigradskoj palači Topkapi. Na dvorišnom zidu nalazi se kaligrafski tekst. Oblika je rozete promjera blizu tri metra. Na njemu je tehnikom al fresco upisano geometrijski 12 puta šehadet "Bog je jedan, a Muhamed je njegov poslanik" (La ilaha illallah muhammadur rasulullah). Tekst zovu "Sulejmanovim pečatom" (muhur ispisan u Kjufi pismu). Mutevelija tvrdi da autor nije poznat, a starost datiraju u više od dvjesta godina. Nacrt za ovaj napis je na samom ulazu i mnogo je manji. Kad se vrata harema otvore, odmah se na ulazu vidi estetski dobro izrađena hajr česma. Dva su mezara i turbe u dvorištu tekije. Pripadaju hadži Sinanu i njegovoj supruzi. U tekiji je nekoliko prostorija. To su semahana (prostorija gdje se obavlja derviški obred zikr), stan za šejha, musafirhanu (prostoriju za putnike namjernike), te mejdan odaju, koju od kahve-odžaka dijeli jedan mali uski hodnik. Uz semahanu s mihrabom i musanderom tu je još kuhinja i dodatne prostorije. Prostorija za šejha je na katu iznad ulaza. Tekija je bila od tesanog kamena i lomljenog kamena. Dvoetažni su dio nad ulazom i simahana. Ostatak je zgrade prizeman. Žbuka je nanesena na plohe od pritesanog kamena. Od klesanog su kamena vanjske zidne plohe. Pravilnih su, vodoravnih i jednolikih redova. Posebno su ispupčene fuge. Pokrov je od ćeramide. U tekiju se ulazi s istoka iz ulice Sagrdžije, a od ulaza je pasaž od kaldrme i kroz njega se ulazi u prostrano dvorište. Tlocrt je oblika harfa lam sličnog slovu L, što je kod tekija češći slučaj. Krovovi su viševodni, a ograđena visokim kamenim zidovima i dominira cijelim ambijentom mahale. Preko stotinjak je kaligrafskih natpisa (levhi) na zidovima ulaznog i dvorišnog dijela tekije i likovnom vrijednošću su u skupini najvrijednijih umjetnička ostvarenja ove vrste. Uz redovne obrede derviša, ovdje se izučavao tesavuf, čitana su i izučavana djela na perzijskom, turskom i arapskom jeziku. Pjesnicima su bili i sami šejhovi i derviši Hadži Sinanove tekije. Najbolje je poznat pjesnik šejh Hasan Kaimija Zrinović. Zgrada je dobila i zdravstvenu namjenu 1768. godine. U njoj je tad otvoren prvi azil za duševne bolesnike, što je početak organizirane zdravstvene zaštite u muslimana na prostoru Bosne i Hercegovine. Od sedam tekija koliko je bilo u Sarajevu, ostala je samo ova. Dvaput je bila opožarena. Prvi put za vojne Eugena Savojskog, a drugi put austro-ugarskim zaposjedanjem.
Očuvala je gotovo isti autentični izgled iz 1640. godine. Posljednji je vredniji spomenik osmanlijske arhitekture u Sarajevu.
Prvo predviđeno mjesto gradnje bilo je na lijevoj obali Miljacke, na Bistriku. Hadži Sinan je ondje kupio zemljište, no usnuo je san u kojem mu je dobio poruku da mora tekiju sagraditi u sjevernom dijelu grada, na desnoj obali Miljacke.  Pronašao je zemljište na Pirinom Brijegu, u mahali poznatoj kao Vrbanjuša. Stoga je kupio zemljište u Kadi Bali Efendi mahali. Umro je prije završetka gradnje tekije. Završne radove vlastitim je sredstvima platio Mustafa-paša Silahtar. Dovršena je u godini kad je Hadži Sinan umro. Od 2005. godine ambijentalna cjelina Hadži Sinanove tekije sa Sarač Alijinom džamijom i grobljem uz nju je nacionalni spomenik Bosne i Hercegovine.

## Vanjske poveznice
- Hadži Sinanova tekija: Četvrtkom uveče otvorena za sve ljude dobre volje